# كلنا موتى (ويب تون)
كلنا أموات أو كلنا موتى (بالكورية: 지금 우리 학교는; RR: Jigeum Uri Hakgyoneun) يُعرف أيضًا باسم "هجوم المدرسة" في الترجمة الإنجليزية المبكرة، وهي سلسلة مانهوا كورية جنوبية من تأليف ورسم جو دونغ-غيون. نُشرت هذه القصة على منصة نافر ويب تون الإلكترونية من 13 مايو 2009 إلى 2 نوفمبر 2011، بإجمالي 130 فصلًا. تدور القصة، التي تم اقتباسها إلى مسلسل، حول مجموعة من طلاب المرحلة الثانوية الذين نجوا من كارثة الزومبي في مدرستهم.